# Acadia Nationalpark
Acadia Nationalparkk er en nationalpark i staten Maine i det østlige USA. Nationalparken var den første nationalpark, der blev grundlagt øst for Mississippifloden, og den er den eneste nationalpark i de stater, der udgør New England. Parken omfatter det meste af Mount Desert Island, samt Isle au Haut sydvest for Mount Desert Island. Desuden dele af nogle mindre øer, samt den sydligste del af Schoodichalvøen på det amerikanske fastland, nordøst for Mount Desert Island. Parken omfatter 123 km² på Mount Desert Island, 11 km² på Isle au Haut og 9,2 km² på Schoodichalvøen. Parkens samlede areal, inklusive havområde er 191,8 km². Heraf tilhører 185,4 km² de føderale myndigheder, mens resten tilhører staten Maine.

## Historie
Parken blev oprettet af præsident Woodrow Wilson den 8. juli 1916 under navnet, Sieur de Mons National Monument, og den blev underlagt National Park Services administration. I 1919, nærmere bestemt den 26. februar, fik parken status af nationalpark under navnet Lafayette National Park. Navnet var til ære for Markis de Lafayette, en fransk adelsmand, som havde støttet og kæmpet for kolonisterne under den amerikanske uafhængighedskrig. 10 år senere, den 19. januar 1929, skiftede parken navn til Acadia National Park. 
I perioden fra 1915 til 1933 designede oliemillionæren John D. Rockefeller, Sr. et stort antal veje til hestevogne, der gik gennem parken. Rockefeller ledede arbejdet med anlæggelsen af vejene, og han finansierede selv hele anlægsarbejdet. Vejnettet omfattede omkring 80 km grusbelagte veje, 17 broer bygget af granit og to portbygninger ved indgangene til parken. Langs vejene blev det opsat granitsten for at vise hvortil vejene gik og for at advare trafikanterne om de stejle skrænter langs vejene. Disse vejsten kaldtes populært "cope stones" ("klare sig sten"), fordi de hjalp trafikanterne til at klare sig på vejene. I dag kaldes disse sten for "Rockefellers Tænder". 
I 1947 brændte en meget stor del af det samlede skovareal i Maine på grund af den meget tørre sommer. Også Acadia National Park blev ramt. Over 40 km² skov brændte i en brand, der varede 10 dage, og som ud over det lokale brandvæsen blev bekæmpet af enheder fra kystvagten, hæren, flåden, og brandfolk fra National Park Service. Genetablering af parken blev væsentligst finansieret af Rockefeller familien, ikke mindst John D. Rockefeller, Jr..  Skoven fik lov til at vokse op naturligt, og i dag mener man, at skovbranden har været med til forøge parkens naturskønhed, idet branden gjorde det muligt for nye træsorter at sprede sig til parken.

## Byer og landskab
Den største by på Mount Desert Island er Bar Harbor, der ligger lige uden for parkens nordøstlige hjørne. Inde i selve parken ligger en række mindre byer så som Southwest Harbor og North East Harbor ved Soames Sound, Tremont, Seal Harbor m.fl.  Alle disse byer er meget små, og var oprindeligt fiskerbyer, men er i dag mest tilholdssteder for turister.
I Tremont ligger Bass Harbor Head Light, et gammelt fyrtårn. I parken findes også Cadillac Mountain, opkaldt efter Antoine Laumet de La Mothe, sieur de Cadillac, som slog sig ned på øen, men som forlod den igen, for at rejse vest på og som senere grundlage Detroit i Michigan. 
Parken er kendt for sine naturscenerier, hvor man blandt andet finder attraktioner som Thunder Hole, Eagle Lake, Bubble Pond, Jordan Pond, Schooner Head, Otter Cliff m.fl.

## Dyr og planter
I parken findes over 40 forskellige pattedyr. Blandt disse 6 arter af flagermus, røde og grå egern, vilde kaniner, harer, pindsvin, bævere, rådyr, vaskebjørne, moskusrotter, ræve, prærieulve, sort bjørn og rødlos. Tidligere kunne man også møde puma og ulv, men disse er nu forsvundet fra parken da mængden af mindre byttedyr er reduceret betragteligt. Også krybdyr og padder er der en del af i parken, blandt andet frøer, tudser og salamandre foruden to arter af skildpadder og 5 arter af slanger, 2 af arterne, for eksempel strømpebåndssnogen er giftige, men ingen af dem er farlige for mennesker.
Der findes 215 arter af fugle i parken, hvilket inkluderer trækfugle og arter, som bor der hele året. Derudover er der 116 arter, som muligvis findes i parken, men som ikke er bekræftet. Store fugle inkluderer bl.a. kongeørn, hvidhovedet havørn og jagtfalk. Andefugle inkluderer gæs (canadagås, knortegås, snegås og blisgås), forskellige ænder og havfugle som fire mågearter (amerikagråmåge, lattermåge, ringnæbbet måge og svartbag) og en række spurve.
I havet omkring parken findes havskildpadder, delfiner, sæler og forskellige arter af hvaler, blandt andre pukkelhvaler, rethvaler og spækhuggere. 
Parken rummer et større antal forskellige planter, fx træer som ask, poppel, bævreasp, birk, ahorn, thuja, eg, fyr m.fl. Desuden mange bregner, laurbær, blåbær, hyld og mange flere.

## Billeder fra parken
- Kysten set fra Otter Cliffs.
- Bass Harbor fyrtårnet i byen Tremont
- Kysten en vinterdag.
- Tåge over parken.
- Thunder Hole, et af parkens naturfænomener.
- Et af parkens egern hygger sig med spildt jordbærmælk.
- Udsigt over Otter Cove, en af parkens mange bugter og vige.
- Seal Harbor set fra stranden nær parkens sydlige indgang.
- En lille vaskebjørn på vejen nær byen Seal Harbor.
- Bubble Pond, en af parkens søer.
- En af de 17 broer af granit, som John D. Rockefeller lod opføre.

## Eksterne kilder
- Wikimedia Commons har flere filer relateret til Acadia Nationalpark
- National Park Services side om parken (engelsk)
- Planter i parken (engelsk)